# Sepp Herberger
Josef "Sepp" Herberger (28-3-1897 tại Mannheim, Đức / 28-4- 1977 tại Weinheim-Hohensachsen, Đức) là huấn luyện viên huyền thoại của Đức.Ông được coi là huấn luyện viên vĩ đại nhất mọi thời đại của Đức sau khi tạo nên kì tích tại 1954 FIFA World Cup – Điều kỳ diệu ở Bern sau khi giành chiến thắng trước Golden Team Hungary trong trận chung kết,khi mà Hungary vẫn còn là con ngáo ộp của bóng đá thế giới dưới sự xuất sắc của Ferenc Puskás.
Herberger có 3 lần khoác áo của đội tuyển Đức từ năm 1921 and 1925 trước khi trở thành trợ lý HLV cho tiến sĩ Otto Nerz năm 1932.
4 năm sau Herberger sau đó đã thay thế cho Otto Nerz sau trận thua trước Na Uy tại 1936 Olympics cho tới tận năm 1964, sau đó một HLV huyền thoại khác là Helmut Schön đã kế nhiệm ông. Ông mất vì căn bệnh pneumonia(viêm phổi) tại Mannheim ở tuổi 80.

## Những câu nói nổi tiếng
The game lasts for 90 phút (Das Spiel dauert 90 Minuten)

After the game is before the game (Nach dem Spiel ist vor dem Spiel)

The next game/opponent is always the toughest one (Das nächste Spiel/Der nächste Gegner ist immer das/der schwerste)

The ball is always in better shape than anyone (Der Ball hat immer die beste Kondition)

The ball is round (Der Ball ist rund)

The ball is round so that the game can change direction

## Danh hiệu

### Club
VfR Mannheim
- South German Championship:
  - 1925

### International

#### Managerial
Germany
- FIFA World Cup:
  - 1954

## Sự nghiệp điện ảnh
- Das Große Spiel (1942)